# Montplasent
Mont Plasent (en francès Monplaisant) és un municipi francès situat al departament de la Dordonya i a la regió de la Nova Aquitània.

## Demografia
| 1962                                       | 1968 | 1975 | 1982 | 1990 | 1999 | 2007 |
| ------------------------------------------ | ---- | ---- | ---- | ---- | ---- | ---- |
| 222                                        | 211  | 202  | 218  | 216  | 251  | 271  |
| Des de 1962: població sense dobles comptes |      |      |      |      |      |      |

## Administració
| Període   | Identitat          | Partit |
| --------- | ------------------ | ------ |
| 1942-1971 | Jean Salanier      | SFIO   |
| 1971-2008 | Paul Salanier      | PS     |
| 2008-     | Jean-Bernard Lalue |        |